# Сува-дзиндзя
Сува-дзиндзя (яп. 諏訪神社 сува-дзиндзя) — главный синтоистский храм в Нагасаки, в Японии и место проведения фестиваля Нагасаки Кунти. Расположен в северной части города, на склоне горы Тамадзоно-сан, на вершину которой к святилищу ведёт лестница в 277 ступеней.
Сува-дзиндзя был основан, чтобы препятствовать принятию жителями Нагасаки христианства и способствовать их возвращению к исповеданию синтоизма. Сегодня он является важным центром местной синтоистской общины.
Храм в Нагасаки является одним из многих святилищ Сува, посвящённых Сува-но-Ками, божеству доблести и долга. К святилищу также прикреплены два других ками, Сумиёси и Моридзаки. Фестиваль Нагасаки Кунти является праздником в честь этих трёх ками.

## История
Официальной датой строительства Сува-дзиндзя является 1614 год. В том же году Токугава Иэясу издал указ против христианства. В Нагасаки находилась самая большая община христиан в Японии. Многие синтоистские и буддийские храмы пришли в упадок. Правительство Токугавы ввело репрессивные меры против христиан, принуждая их вернуться к исповеданию синтоизма и буддизма. Оно считало важным основание главных святилищ синтоизма, чтобы тем самым способствовать восстановлению чувства общности у местного населения.
В 1624 году в Нагасаки прибыл Аоки Кенсей, чьё религиозное рвение и организаторский талант в сочетании с полномочиями, предоставленными ему главой совета Ёсида Синто, привели к завершению формирования основной структуры Сува-дзиндзя. Для того, чтобы привлечь к святилищу внимание и увеличить численность прихожан нового храма, он стал проводить ритуал ютате-сай, во время которого жрец, общаясь с ками, погружает руки в кипящую воду и вынимает их из неё целыми и невредимыми. Несмотря на это, а также матчи сумо, которые проводились в святилище, численность прихожан осталась прежней.
В 1634 году был издан указ, потребовавший от всех местных жителей зарегистрироваться при храме. В дополнение к этому, в очередной попытке дальнейшего увеличения участия местного населения в храмовых действиях, при храме был учреждён большой осенний фестиваль. Оба эти мероприятия были попыткой обнаружить оставшихся в городе христиан, которые не станут участвовать в фестивале и не зарегистрируются при храме. Тот, кто не сделал этого, был арестован, подвергнут пыткам и, если не отрёкся от христианства, казнён.
Нагасаки был оставлен правительством единственным портом в Японии, открытым для судов иностранцев — голландцев и китайцев. Проведение фестиваля должно было демонстрировать им традиционную японскую культуру. Кроме того, начиная с 1638 года, во время фестиваля Нагасаки Кунти в Сува-дзиндзя проходили главные спектакли театра Но. Эти выступления продолжались до 1856 года, когда пожар в храме уничтожил большую часть масок и реквизита театра.
С 1871 по 1946 год Сува-дзиндзя был официально назначен одним из Кокухеи Тюса (яп. 国幣中社), став одной из центральных национальных святынь.
Сува-дзиндзя пережил атомную бомбардировку Нагасаки 9 августа 1945 года. Это случилось, как полагают, из-за того, что он располагается в центральной части южного склона горы Тамадзоно-сан. Жрецы святилища приняли активное участие в восстановлении Нагасаки, в том числе освящения земли и очистки сохранившихся зданий.
В 1984 году была проведена масштабная реконструкция и модернизация храма, в котором были установлены кондиционер и стёкла в окнах. Эта реконструкция вызвала споры, так как некоторые посчитали, что современным удобствам нет места в национальной святыне.